# 96° in the Shade
96° in the Shade är ett reggaealbum av Third World som släpptes år 1977 på Island Records. Detta var gruppens andra LP, men den första i en serie av tre där omslag, låtval och musik hänger ihop som en berättelse. De två följande albumen var Journey to Addis (1978) och The Story's Been Told (1979).
96° in the Shade består av eget material förutom låten "Dreamland" som komponerats av Bunny Wailer. De tre första låtarna på sida A – "Jah Glory", "Tribal War" och "Dreamland" har knutits ihop till en musikalisk och suggestiv helhet. "Human Market Place" på sida B beskriver hur slavhandeln på sätt och vis fortfarande pågår. Third World är ett band som alltid siktat in sig på USA-marknaden och låten "1865 (96 Degrees in the Shade)" handlar om slaveriets avskaffande i USA. På Jamaica avskaffades de sista resterna av slaveriet 1838. Albumet hör till de reggaealbum som fått en nästan genomgående mycket bra kritik i musikmagasin, men det blev en kommersiell framgång långt senare, på 1990-talet när en ny generation i världen upptäckte reggaen och efterfrågade de klassiska albumen.

## Låtlista
1. "Jah Glory" (Cooper, Coore, Clarke) - 5:13
2. "Tribal War" (Cooper, Clarke, Daley, Jarrett, Stewart, Clarke) - 3:46
3. "Dreamland" (Bunny Livingston) - 3:35
4. "Feel a Little Better" (Cooper, Coore, Clarke) - 3:49
5. "Human Market Place" (Coore, Clarke) - 4:32
6. "Third World Man" (Clarke, Daley, Jarrett, Stewart, Clarke) - 3:31
7. "1865 (96 Degrees in the Shade)" (Cooper, Coore) - 4:27
8. "Rhythm of Life" (Cooper) - 4:13